# Grote Antillen
De Grote Antillen zijn een eilandengroep in de Caribische Zee. Ze maken onderdeel uit van de Antillen en het Caraïbisch gebied, en bestaan uit de eilanden Cuba, Hispaniola, Jamaica en Puerto Rico.
Aangenomen wordt dat de Grote Antillen vanuit Belize zijn bevolkt door Arowakken.